# Dirch & Kjeld hos C. & G.
Dirch & Kjeld hos C. & G. er en kortfilm instrueret af Erik Dibbern efter eget manuskript.